# Cục Công nghệ Truyền thông và Internet
Cục Công nghệ Truyền thông và Internet hoặc DICT là một cơ quan chính phủ ở Cộng hòa Philippines đảm bảo quyền truy cập vào cơ sở hạ tầng và dịch vụ CNTT-TT quan trọng ở Philippines.

## Quyền hạn và chức năng[1]

### Chính sách và Kế hoạch
- Xây dựng, khuyến nghị và thực hiện các chính sách, kế hoạch, chương trình và hướng dẫn quốc gia nhằm thúc đẩy sự phát triển và sử dụng CNTT-TT có cân nhắc đầy đủ đến các lợi thế của hội tụ và các công nghệ mới nổi;
- Xây dựng các chính sách và sáng kiến, phối hợp với Bộ Giáo dục (DepED), Ủy ban Giáo dục Đại học (CHED) và Cơ quan Phát triển Kỹ năng và Giáo dục Kỹ thuật (TESDA), để phát triển và thúc đẩy CNTT trong giáo dục phù hợp với các mục tiêu và mục tiêu quốc gia và đáp ứng nhu cầu nhân lực của lĩnh vực CNTT-TT và các dịch vụ hỗ trợ CNTT-TT (ICT-ES);
- Cung cấp một khuôn khổ tích hợp nhằm tối ưu hóa tất cả các nguồn lực và mạng CNTT-TT của chính phủ để xác định và ưu tiên tất cả các hệ thống và ứng dụng Chính phủ điện tử như được cung cấp cho Kế hoạch tổng thể về Chính phủ điện tử và Kế hoạch phát triển Philippines (PDP);

### Cải thiện quyền truy cập công khai
- Quy định các quy tắc và quy định để thiết lập, vận hành và duy trì cơ sở hạ tầng CNTT-TT ở các khu vực chưa được khai thác và chưa được phục vụ, với sự tham vấn của các đơn vị chính quyền địa phương (LGU), các tổ chức xã hội dân sự (CSO), khu vực tư nhân và cơ quan quản lý;
- Thiết lập một dịch vụ internet miễn phí có thể được truy cập trong các văn phòng chính phủ và các khu vực công cộng bằng cách sử dụng công nghệ viễn thông tiết kiệm chi phí nhất, thông qua quan hệ đối tác với các nhà cung cấp dịch vụ tư nhân khi cần thiết;

### Chia sẻ nguồn lực và nâng cao năng lực
- Hài hòa và phối hợp tất cả các kế hoạch và sáng kiến CNTT-TT quốc gia để đảm bảo kiến thức, thông tin và chia sẻ tài nguyên, xây dựng cơ sở dữ liệu và liên kết mạng giữa các cơ quan chính phủ, phù hợp với các mục tiêu của Chính phủ điện tử nói riêng và các mục tiêu quốc gia nói chung;
- Đảm bảo phát triển và bảo vệ cơ sở hạ tầng và thiết kế CNTT-TT tích hợp của chính phủ, có tính đến việc kiểm kê nhân lực, kế hoạch, chương trình, phần mềm, phần cứng và hệ thống được cài đặt hiện có;
- Hỗ trợ và cung cấp chuyên môn kỹ thuật cho các cơ quan chính phủ trong việc phát triển các hướng dẫn trong việc thực thi và quản lý luật, tiêu chuẩn, quy tắc và quy định quản lý CNTT-TT;
- Đánh giá, rà soát và hỗ trợ các chương trình nghiên cứu và phát triển CNTT-TT của chính phủ phối hợp với Sở Khoa học và Công nghệ (DOST) và các tổ chức khác có liên quan;
- Quy định trình độ nhân sự và các tiêu chuẩn trình độ khác cần thiết cho sự phát triển và vận hành hiệu quả của cơ sở hạ tầng và hệ thống CNTT-TT của chính phủ;
- Xây dựng các chương trình nhằm nâng cao cơ hội thăng tiến nghề nghiệp của nhân viên ICT trong chính phủ;
- Hỗ trợ phổ biến thông tin quan trọng cần thiết để giảm thiểu rủi ro thiên tai thông qua việc sử dụng CNTT-TT;
- Đại diện và đàm phán vì lợi ích của Philippines về các vấn đề liên quan đến CNTT-TT tại các cơ quan quốc tế, phối hợp với Bộ Ngoại giao (DFA) và các tổ chức khác có liên quan;

### Bảo vệ người tiêu dùng và phát triển ngành
- Đảm bảo và bảo vệ các quyền và phúc lợi của người tiêu dùng và người dùng doanh nghiệp về quyền riêng tư, bảo mật và bí mật trong các vấn đề liên quan đến CNTT-TT, với sự phối hợp của các cơ quan hữu quan, khu vực tư nhân và các tổ chức quốc tế có liên quan;
- Hỗ trợ xúc tiến các cơ hội thương mại và đầu tư trong lĩnh vực ICT và ICT-ES, phối hợp với Sở Thương mại và Công nghiệp (DTI_ và các cơ quan chính phủ có liên quan và khu vực tư nhân;
- Thiết lập các hướng dẫn về quan hệ đối tác công tư trong việc thực hiện các dự án CNTT-TT cho các cơ quan chính phủ;
- Thúc đẩy quan hệ đối tác chiến lược và liên minh giữa và giữa các cơ sở CNTT-TT, nghiên cứu và phát triển, giáo dục và đào tạo trong nước và quốc tế để thúc đẩy tăng trưởng ngành và nâng cao khả năng cạnh tranh của người lao động, công ty và doanh nghiệp vừa và nhỏ Philippines trên thị trường toàn cầu về CNTT-TT và ICT-ES;

### Điều phối chương trình và chính sách an ninh mạng
- Xây dựng kế hoạch an ninh mạng quốc gia bao gồm các chiến lược chặt chẽ và chặt chẽ nhằm giảm thiểu rủi ro an ninh quốc gia nhằm thúc đẩy một môi trường ICT hòa bình, an toàn, cởi mở và hợp tác;
- Mở rộng hỗ trợ ngay lập tức để ngăn chặn việc thực hiện tội phạm mạng và tấn công mạng theo thời gian thực nhằm vào các cơ sở hạ tầng quan trọng và/hoặc ảnh hưởng đến an ninh quốc gia thông qua một nhóm ứng phó khẩn cấp máy tính (CERT);
- Đưa ra các biện pháp đối phó tích cực của chính phủ để giải quyết và lường trước tất cả các sự cố trong nước và xuyên quốc gia ảnh hưởng đến không gian mạng của Philippines và bất kỳ mối đe dọa an ninh mạng nào đối với quốc gia này;
- Tăng cường quan hệ đối tác công tư trong lĩnh vực chia sẻ thông tin liên quan đến các cuộc tấn công mạng, các mối đe dọa và lỗ hổng bảo mật, và phối hợp trong việc chuẩn bị các biện pháp thích hợp và hiệu quả để ngăn chặn và trấn áp tội phạm mạng như được quy định trong RA số 10175
- Theo dõi các vụ việc tội phạm mạng đang được xử lý bởi các cơ quan tố tụng và luật pháp tham gia, và tạo điều kiện cho hợp tác quốc tế về tình báo, điều tra, đào tạo và nâng cao năng lực liên quan đến ngăn chặn, trấn áp và truy tố tội phạm mạng;
- Điều phối sự tham gia hỗ trợ của khu vực doanh nghiệp, các đơn vị chính quyền địa phương và các tổ chức phi chính phủ trong các chương trình phòng chống tội phạm mạng và các dự án liên quan khác;
- Khuyến nghị ban hành các luật, các ban hành, các biện pháp và chính sách thích hợp;
- Kêu gọi bất kỳ cơ quan chính phủ nào hỗ trợ trong việc hoàn thành các nhiệm vụ và chức năng được giao của Bộ;
- Thực hiện tất cả các vấn đề khác liên quan đến ngăn chặn và trấn áp tội phạm mạng bao gồm xây dựng năng lực và các chức năng và nhiệm vụ khác có thể cần thiết để thực hiện đúng RA số 10175;

### Phát triển vùng nông thôn
- Xây dựng các chính sách với sự tham vấn của các đơn vị chính quyền địa phương và các bên liên quan và các cơ quan quản lý địa phương khác để thực hiện các chiến lược liên quan đến CNTT-TT nhanh, phù hợp và toàn diện nhằm cải thiện khả năng cạnh tranh của các địa điểm cấp tỉnh đối với ngành CNTT-TT và ICT-ES nhằm phát triển cân bằng đầu tư giữa các khu vực tăng trưởng cao và suy thoái kinh tế và để thúc đẩy sự phát triển và sử dụng rộng rãi CNTT-TT;
- Xây dựng kế hoạch và chương trình phối hợp với LGUs và các bên liên quan khác tại địa phương và các cơ quan chủ quản để đảm bảo rằng khả năng tiếp cận phổ cập với các dịch vụ và cơ sở hạ tầng ICT được sử dụng hiệu quả để tạo ra các đầu tư và cơ hội ở khu vực nông thôn hoặc các khu vực không được khu vực tư nhân đảm bảo;
- Hỗ trợ, hướng dẫn và hỗ trợ các hoạt động và sáng kiến liên quan đến CNTT-TT để phát triển kinh tế nông thôn; và
- Thúc đẩy và hỗ trợ LGUs và các bên liên quan địa phương trong việc phát triển các lĩnh vực đầu tư chuyên biệt có hỗ trợ CNTT-TT bằng cách cung cấp hỗ trợ kỹ thuật và ngành đã hiệu chỉnh trong việc sử dụng CNTT-TT để tăng cường các dịch vụ công chính, phát triển và quảng bá nghệ thuật và văn hóa, du lịch địa phương, kiến thức kỹ thuật số và phát triển tài năng.